# Élections municipales de 2026 dans le Calvados
Pour un article plus général, voir Élections municipales françaises de 2026.
Les élections municipales dans le Calvados sont prévues en mars 2026. Cette page ne traite que les communes de 3 000 habitants et plus dans le Calvados.

## Résultats à l'échelle du département

### Maires sortants et maires élus
| Commune                | Population (en 2022) | Maire sortant(e)       | Parti | Parti | Maire élu(e) | Parti | Parti |
| ---------------------- | -------------------- | ---------------------- | ----- | ----- | ------------ | ----- | ----- |
| Argences               | 3 940                | Marie-Françoise Isabel |       | SE    |              |       |       |
| Bayeux                 | 12 754               | Patrick Gomont         |       | UDI   |              |       |       |
| Biéville-Beuville      | 3 855                | Christian Chauvois     |       | SE    |              |       |       |
| Blainville-sur-Orne    | 5 991                | Lionel Marie           |       | DVG   |              |       |       |
| Bretteville-sur-Odon   | 4 392                | Patrick Lecaplain      |       | DVD   |              |       |       |
| Cabourg                | 3 654                | Emmanuel Porcq         |       | LR    |              |       |       |
| Caen                   | 108 398              | Aristide Olivier       |       | DVD   |              |       |       |
| Carpiquet              | 3 266                | Pascal Sérard          |       | HOR   |              |       |       |
| Colombelles            | 7 015                | Marc Pottier           |       | PS    |              |       |       |
| Condé-en-Normandie     | 6 018                | Valérie Desquesne      |       | DVD   |              |       |       |
| Cormelles-le-Royal     | 5 273                | Jean-Marie Guillemin   |       | DVD   |              |       |       |
| Courseulles-sur-Mer    | 4 202                | Anne-Marie Philippeaux |       | DVD   |              |       |       |
| Deauville              | 3 563                | Philippe Augier        |       | HOR   |              |       |       |
| Démouville             | 3 017                | Cédric Cassigneul      |       | SE    |              |       |       |
| Dives-sur-Mer          | 5 129                | Pierre Mouraret        |       | PCF   |              |       |       |
| Douvres-la-Délivrande  | 5 123                | Thierry Lefort         |       | DVC   |              |       |       |
| Falaise                | 7 744                | Hervé Maunoury         |       | DVG   |              |       |       |
| Fleury-sur-Orne        | 5 622                | Marc Lecerf            |       | DVG   |              |       |       |
| Giberville             | 4 956                | Damien de Winter       |       | PCF   |              |       |       |
| Hermanville-sur-Mer    | 3 263                | Pierre Schmit          |       | SE    |              |       |       |
| Hérouville-Saint-Clair | 22 473               | Rodolphe Thomas        |       | MoDem |              |       |       |
| Honfleur               | 6 751                | Michel Lamarre         |       | DVD   |              |       |       |
| Ifs                    | 11 868               | Michel Patard-Legendre |       | DVD   |              |       |       |
| Isigny-sur-Mer         | 3 549                | Éric Barbanchon        |       | UDI   |              |       |       |
| Lisieux                | 19 540               | Sébastien Leclerc      |       | LR    |              |       |       |
| Livarot-Pays-d'Auge    | 6 183                | Frédéric Legouverneur  |       | SE    |              |       |       |
| Luc-sur-Mer            | 3 295                | Philippe Chanu         |       | SE    |              |       |       |
| Mézidon Vallée d'Auge  | 9 678                | François Aubey         |       | PS    |              |       |       |
| Le Molay-Littry        | 3 092                | Guillaume Bertier      |       | SE    |              |       |       |
| Mondeville             | 10 286               | Hélène Burgat          |       | TdP   |              |       |       |
| Les Monts d'Aunay      | 4 664                | Christine Salmon       |       | DVD   |              |       |       |
| Moult-Chicheboville    | 3 404                | Coralie Arruego        |       | SE    |              |       |       |
| Noues de Sienne        | 4 236                | Georges Ravenel        |       | SE    |              |       |       |
| Ouistreham             | 9 261                | Romain Bail            |       | HOR   |              |       |       |
| Pont-l'Évêque          | 5 116                | Yves Deshayes          |       | DVC   |              |       |       |
| Saint-Martin-de-May    | 4 528                | Jean-Luc Mottais       |       | HOR   |              |       |       |
| Saint-Pierre-en-Auge   | 7 265                | Jacky Marie            |       | DVD   |              |       |       |
| Souleuvre en Bocage    | 8 643                | Alain Declomesnil      |       | DVD   |              |       |       |
| Thue et Mue            | 6 189                | Michel Lafont          |       | DVD   |              |       |       |
| Thury-Harcourt-le-Hom  | 3 593                | Philippe Lagalle       |       | DVD   |              |       |       |
| Touques                | 3 857                | David Muller           |       | DVD   |              |       |       |
| Troarn                 | 3 442                | Christian Le Bas       |       | DVD   |              |       |       |
| Trouville-sur-Mer      | 4 624                | Sylvie de Gaetano      |       | SE    |              |       |       |
| Valdallière            | 5 692                | Frédéric Brogniart     |       | DVD   |              |       |       |
| Verson                 | 3 927                | Nathalie Donatin       |       | ECO   |              |       |       |
| Villers-Bocage         | 3 113                | Stéphanie Leberrurier  |       | SE    |              |       |       |
| Vire Normandie         | 17 411               | Nicole Desmottes       |       | SE    |              |       |       |

### Résultats en nombre de maires
| Partis       | Partis                               | Maires sortants | Maires élus | Évolution |
| ------------ | ------------------------------------ | --------------- | ----------- | --------- |
|              | Divers droite                        | 15              |             |           |
|              | Les Républicains                     | 2               |             |           |
| Total droite | Total droite                         | 17              |             |           |
|              | Horizons                             | 4               |             |           |
|              | Divers centre                        | 2               |             |           |
|              | Union des démocrates et indépendants | 2               |             |           |
|              | Mouvement démocrate                  | 1               |             |           |
|              | Territoires de progrès               | 1               |             |           |
| Total centre | Total centre                         | 10              |             |           |
|              | Divers gauche                        | 3               |             |           |
|              | Parti communiste français            | 2               |             |           |
|              | Parti socialiste                     | 2               |             |           |
| Total gauche | Total gauche                         | 7               |             |           |
|              | Sans étiquette                       | 12              |             |           |
|              | Divers écologistes                   | 1               |             |           |
| Total        | Total                                | 47              | 47          | -         |

## Résultats dans les communes de plus de 3 000 habitants

### Argences
- Maire sortante : Marie-Françoise Isabel (SE)
- 27 sièges à pourvoir au conseil municipal (population légale 2022 : 3 940 habitants)
- 8 sièges à pourvoir au conseil communautaire (CC Val ès dunes)

| Tête de liste | Tête de liste | Parti(s) | Nuance | Premier tour | Premier tour | Second tour | Second tour | Sièges | Sièges |
| Tête de liste | Tête de liste | Parti(s) | Nuance | Voix         | %            | Voix        | %           | CM     | CC     |
| ------------- | ------------- | -------- | ------ | ------------ | ------------ | ----------- | ----------- | ------ | ------ |

### Bayeux
- Maire sortant : Patrick Gomont (UDI), ne se représente pas[2].
- 33 sièges à pourvoir au conseil municipal (population légale 2022 : 12 754 habitants)
- 27 sièges à pourvoir au conseil communautaire (CC de Bayeux Intercom)

| Tête de liste            | Tête de liste       | Parti(s) | Nuance | Premier tour | Premier tour | Second tour | Second tour | Sièges | Sièges |
| Tête de liste            | Tête de liste       | Parti(s) | Nuance | Voix         | %            | Voix        | %           | CM     | CC     |
| ------------------------ | ------------------- | -------- | ------ | ------------ | ------------ | ----------- | ----------- | ------ | ------ |
|                          | Gilles Eury-Dauxais | RN       |        |              |              |             |             |        |        |
|                          |                     |          |        |              |              |             |             |        |        |
| Exprimés                 |                     |          |        |              |              |             |             |        |        |
| Votes blancs             |                     |          |        |              |              |             |             |        |        |
| Votes nuls               |                     |          |        |              |              |             |             |        |        |
| Total                    | Total               | Total    | Total  |              | 100          |             | 100         | 33     | 27     |
| Absentions               |                     |          |        |              |              |             |             |        |        |
| Inscrits / participation |                     |          |        |              |              |             |             |        |        |

### Biéville-Beuville
- Maire sortant : Christian Chauvois (SE)
- 27 sièges à pourvoir au conseil municipal (population légale 2022 : 3 855 habitants)
- 1 siège à pourvoir au conseil communautaire (Caen la Mer)

| Tête de liste | Tête de liste | Parti(s) | Nuance | Premier tour | Premier tour | Second tour | Second tour | Sièges | Sièges |
| Tête de liste | Tête de liste | Parti(s) | Nuance | Voix         | %            | Voix        | %           | CM     | CC     |
| ------------- | ------------- | -------- | ------ | ------------ | ------------ | ----------- | ----------- | ------ | ------ |

### Blainville-sur-Orne
- Maire sortant : Lionel Marie (DVG)
- 29 sièges à pourvoir au conseil municipal (population légale 2022 : 5 991 habitants)
- 2 sièges à pourvoir au conseil communautaire (Caen la Mer)

| Tête de liste | Tête de liste | Parti(s) | Nuance | Premier tour | Premier tour | Second tour | Second tour | Sièges | Sièges |
| Tête de liste | Tête de liste | Parti(s) | Nuance | Voix         | %            | Voix        | %           | CM     | CC     |
| ------------- | ------------- | -------- | ------ | ------------ | ------------ | ----------- | ----------- | ------ | ------ |

### Bretteville-sur-Odon
- Maire sortant : Patrick Lecaplain (DVD)
- 27 sièges à pourvoir au conseil municipal (population légale 2022 : 4 392 habitants)
- 1 siège à pourvoir au conseil communautaire (Caen la Mer)

| Tête de liste | Tête de liste | Parti(s) | Nuance | Premier tour | Premier tour | Second tour | Second tour | Sièges | Sièges |
| Tête de liste | Tête de liste | Parti(s) | Nuance | Voix         | %            | Voix        | %           | CM     | CC     |
| ------------- | ------------- | -------- | ------ | ------------ | ------------ | ----------- | ----------- | ------ | ------ |

### Cabourg
- Maire sortant : Emmanuel Porcq (LR)
- 27 sièges à pourvoir au conseil municipal (population légale 2022 : 3 654 habitants)
- 6 sièges à pourvoir au conseil communautaire (CC Normandie-Cabourg-Pays d'Auge)

| Tête de liste            | Tête de liste   | Parti(s) | Nuance | Premier tour | Premier tour | Second tour | Second tour | Sièges | Sièges |
| Tête de liste            | Tête de liste   | Parti(s) | Nuance | Voix         | %            | Voix        | %           | CM     | CC     |
| ------------------------ | --------------- | -------- | ------ | ------------ | ------------ | ----------- | ----------- | ------ | ------ |
|                          | Emmanuel Porcq, | LR       |        |              |              |             |             |        |        |
|                          |                 |          |        |              |              |             |             |        |        |
| Exprimés                 |                 |          |        |              |              |             |             |        |        |
| Votes blancs             |                 |          |        |              |              |             |             |        |        |
| Votes nuls               |                 |          |        |              |              |             |             |        |        |
| Total                    | Total           | Total    | Total  |              | 100          |             | 100         | 27     | 6      |
| Absentions               |                 |          |        |              |              |             |             |        |        |
| Inscrits / participation |                 |          |        |              |              |             |             |        |        |

### Caen
- Maire sortant : Aristide Olivier (DVD)
- 55 sièges à pourvoir au conseil municipal (population légale 2022 : 108 398 habitants)
- 43 sièges à pourvoir au conseil communautaire (Caen la Mer)

| Tête de liste            | Tête de liste     | Parti(s)  | Nuance | Premier tour | Premier tour | Second tour | Second tour | Sièges | Sièges |
| Tête de liste            | Tête de liste     | Parti(s)  | Nuance | Voix         | %            | Voix        | %           | CM     | CC     |
| ------------------------ | ----------------- | --------- | ------ | ------------ | ------------ | ----------- | ----------- | ------ | ------ |
|                          | Rudy L'Orphelin,  | LÉ-PS-PCF |        |              |              |             |             |        |        |
|                          | Thomas Chevallier | PRV       |        |              |              |             |             |        |        |
|                          |                   |           |        |              |              |             |             |        |        |
| Exprimés                 |                   |           |        |              |              |             |             |        |        |
| Votes blancs             |                   |           |        |              |              |             |             |        |        |
| Votes nuls               |                   |           |        |              |              |             |             |        |        |
| Total                    | Total             | Total     | Total  |              | 100          |             | 100         | 55     | 43     |
| Absentions               |                   |           |        |              |              |             |             |        |        |
| Inscrits / participation |                   |           |        |              |              |             |             |        |        |

### Carpiquet
- Maire sortant : Pascal Sérard (HOR)
- 23 sièges à pourvoir au conseil municipal (population légale 2022 : 3 266 habitants)
- 1 siège à pourvoir au conseil communautaire (Caen la Mer)

| Tête de liste | Tête de liste | Parti(s) | Nuance | Premier tour | Premier tour | Second tour | Second tour | Sièges | Sièges |
| Tête de liste | Tête de liste | Parti(s) | Nuance | Voix         | %            | Voix        | %           | CM     | CC     |
| ------------- | ------------- | -------- | ------ | ------------ | ------------ | ----------- | ----------- | ------ | ------ |

### Colombelles
- Maire sortant : Marc Pottier (PS)
- 29 sièges à pourvoir au conseil municipal (population légale 2022 : 7 015 habitants)
- 2 sièges à pourvoir au conseil communautaire (Caen la Mer)

| Tête de liste | Tête de liste | Parti(s) | Nuance | Premier tour | Premier tour | Second tour | Second tour | Sièges | Sièges |
| Tête de liste | Tête de liste | Parti(s) | Nuance | Voix         | %            | Voix        | %           | CM     | CC     |
| ------------- | ------------- | -------- | ------ | ------------ | ------------ | ----------- | ----------- | ------ | ------ |

### Condé-en-Normandie
- Maire sortante : Valérie Desquesne (DVD)
- 29 sièges à pourvoir au conseil municipal (population légale 2022 : 6 018 habitants)
- 8 sièges à pourvoir au conseil communautaire (CC Intercom de la Vire au Noireau)

| Tête de liste | Tête de liste | Parti(s) | Nuance | Premier tour | Premier tour | Second tour | Second tour | Sièges | Sièges |
| Tête de liste | Tête de liste | Parti(s) | Nuance | Voix         | %            | Voix        | %           | CM     | CC     |
| ------------- | ------------- | -------- | ------ | ------------ | ------------ | ----------- | ----------- | ------ | ------ |

### Cormelles-le-Royal
- Maire sortant : Jean-Marie Guillemin (DVD)
- 29 sièges à pourvoir au conseil municipal (population légale 2022 : 5 273 habitants)
- 2 sièges à pourvoir au conseil communautaire (Caen la Mer)

| Tête de liste | Tête de liste | Parti(s) | Nuance | Premier tour | Premier tour | Second tour | Second tour | Sièges | Sièges |
| Tête de liste | Tête de liste | Parti(s) | Nuance | Voix         | %            | Voix        | %           | CM     | CC     |
| ------------- | ------------- | -------- | ------ | ------------ | ------------ | ----------- | ----------- | ------ | ------ |

### Courseulles-sur-Mer
- Maire sortante : Anne-Marie Philippeaux (DVD)
- 27 sièges à pourvoir au conseil municipal (population légale 2022 : 4 202 habitants)
- 6 sièges à pourvoir au conseil communautaire (CC Cœur de Nacre)

| Tête de liste | Tête de liste | Parti(s) | Nuance | Premier tour | Premier tour | Second tour | Second tour | Sièges | Sièges |
| Tête de liste | Tête de liste | Parti(s) | Nuance | Voix         | %            | Voix        | %           | CM     | CC     |
| ------------- | ------------- | -------- | ------ | ------------ | ------------ | ----------- | ----------- | ------ | ------ |

### Deauville
- Maire sortant : Philippe Augier (HOR)
- 27 sièges à pourvoir au conseil municipal (population légale 2022 : 3 563 habitants)
- 6 sièges à pourvoir au conseil communautaire (CC Cœur Côte Fleurie)

| Tête de liste | Tête de liste | Parti(s) | Nuance | Premier tour | Premier tour | Second tour | Second tour | Sièges | Sièges |
| Tête de liste | Tête de liste | Parti(s) | Nuance | Voix         | %            | Voix        | %           | CM     | CC     |
| ------------- | ------------- | -------- | ------ | ------------ | ------------ | ----------- | ----------- | ------ | ------ |

### Démouville
- Maire sortant : Cédric Cassigneul (SE)
- 23 sièges à pourvoir au conseil municipal (population légale 2022 : 3 017 habitants)
- 1 siège à pourvoir au conseil communautaire (Caen la Mer)

| Tête de liste | Tête de liste | Parti(s) | Nuance | Premier tour | Premier tour | Second tour | Second tour | Sièges | Sièges |
| Tête de liste | Tête de liste | Parti(s) | Nuance | Voix         | %            | Voix        | %           | CM     | CC     |
| ------------- | ------------- | -------- | ------ | ------------ | ------------ | ----------- | ----------- | ------ | ------ |

### Dives-sur-Mer
- Maire sortant : Pierre Mouraret (PCF)
- 29 sièges à pourvoir au conseil municipal (population légale 2022 : 5 129 habitants)
- 10 sièges à pourvoir au conseil communautaire (CC Normandie-Cabourg-Pays d'Auge)

| Tête de liste | Tête de liste | Parti(s) | Nuance | Premier tour | Premier tour | Second tour | Second tour | Sièges | Sièges |
| Tête de liste | Tête de liste | Parti(s) | Nuance | Voix         | %            | Voix        | %           | CM     | CC     |
| ------------- | ------------- | -------- | ------ | ------------ | ------------ | ----------- | ----------- | ------ | ------ |

### Douvres-la-Délivrande
- Maire sortant : Thierry Lefort (DVC), ne se représente pas[2].
- 29 sièges à pourvoir au conseil municipal (population légale 2022 : 5 123 habitants)
- 8 sièges à pourvoir au conseil communautaire (CC Cœur de Nacre)

| Tête de liste | Tête de liste | Parti(s) | Nuance | Premier tour | Premier tour | Second tour | Second tour | Sièges | Sièges |
| Tête de liste | Tête de liste | Parti(s) | Nuance | Voix         | %            | Voix        | %           | CM     | CC     |
| ------------- | ------------- | -------- | ------ | ------------ | ------------ | ----------- | ----------- | ------ | ------ |

### Falaise
- Maire sortant : Hervé Maunoury (DVG)
- 29 sièges à pourvoir au conseil municipal (population légale 2022 : 7 744 habitants)
- 21 sièges à pourvoir au conseil communautaire (CC du Pays de Falaise)

| Tête de liste | Tête de liste | Parti(s) | Nuance | Premier tour | Premier tour | Second tour | Second tour | Sièges | Sièges |
| Tête de liste | Tête de liste | Parti(s) | Nuance | Voix         | %            | Voix        | %           | CM     | CC     |
| ------------- | ------------- | -------- | ------ | ------------ | ------------ | ----------- | ----------- | ------ | ------ |

### Fleury-sur-Orne
- Maire sortant : Marc Lecerf (DVG)
- 29 sièges à pourvoir au conseil municipal (population légale 2022 : 5 622 habitants)
- 2 sièges à pourvoir au conseil communautaire (Caen la Mer)

| Tête de liste | Tête de liste | Parti(s) | Nuance | Premier tour | Premier tour | Second tour | Second tour | Sièges | Sièges |
| Tête de liste | Tête de liste | Parti(s) | Nuance | Voix         | %            | Voix        | %           | CM     | CC     |
| ------------- | ------------- | -------- | ------ | ------------ | ------------ | ----------- | ----------- | ------ | ------ |

### Giberville
- Maire sortant : Damien de Winter (PCF)
- 27 sièges à pourvoir au conseil municipal (population légale 2022 : 4 956 habitants)
- 2 sièges à pourvoir au conseil communautaire (Caen la Mer)

| Tête de liste | Tête de liste | Parti(s) | Nuance | Premier tour | Premier tour | Second tour | Second tour | Sièges | Sièges |
| Tête de liste | Tête de liste | Parti(s) | Nuance | Voix         | %            | Voix        | %           | CM     | CC     |
| ------------- | ------------- | -------- | ------ | ------------ | ------------ | ----------- | ----------- | ------ | ------ |

### Hermanville-sur-Mer
- Maire sortant : Pierre Schmit (SE)
- 23 sièges à pourvoir au conseil municipal (population légale 2022 : 3 263 habitants)
- 1 siège à pourvoir au conseil communautaire (Caen la Mer)

| Tête de liste | Tête de liste | Parti(s) | Nuance | Premier tour | Premier tour | Second tour | Second tour | Sièges | Sièges |
| Tête de liste | Tête de liste | Parti(s) | Nuance | Voix         | %            | Voix        | %           | CM     | CC     |
| ------------- | ------------- | -------- | ------ | ------------ | ------------ | ----------- | ----------- | ------ | ------ |

### Hérouville-Saint-Clair
- Maire sortant : Rodolphe Thomas (MoDem)
- 35 sièges à pourvoir au conseil municipal (population légale 2022 : 22 473 habitants)
- 9 sièges à pourvoir au conseil communautaire (Caen la Mer)

| Tête de liste            | Tête de liste    | Parti(s) | Nuance | Premier tour | Premier tour | Second tour | Second tour | Sièges | Sièges |
| Tête de liste            | Tête de liste    | Parti(s) | Nuance | Voix         | %            | Voix        | %           | CM     | CC     |
| ------------------------ | ---------------- | -------- | ------ | ------------ | ------------ | ----------- | ----------- | ------ | ------ |
|                          | Vincent Louvet   | DVG      |        |              |              |             |             |        |        |
|                          | Rodolphe Thomas, | MoDem    |        |              |              |             |             |        |        |
|                          | Tony Desclos,    | REC-DVD  |        |              |              |             |             |        |        |
|                          |                  |          |        |              |              |             |             |        |        |
| Exprimés                 |                  |          |        |              |              |             |             |        |        |
| Votes blancs             |                  |          |        |              |              |             |             |        |        |
| Votes nuls               |                  |          |        |              |              |             |             |        |        |
| Total                    | Total            | Total    | Total  |              | 100          |             | 100         | 35     | 9      |
| Absentions               |                  |          |        |              |              |             |             |        |        |
| Inscrits / participation |                  |          |        |              |              |             |             |        |        |

### Honfleur
- Maire sortant : Michel Lamarre (DVD)
- 29 sièges à pourvoir au conseil municipal (population légale 2022 : 6 751 habitants)
- 12 sièges à pourvoir au conseil communautaire (CC du Pays de Honfleur-Beuzeville)

| Tête de liste | Tête de liste | Parti(s) | Nuance | Premier tour | Premier tour | Second tour | Second tour | Sièges | Sièges |
| Tête de liste | Tête de liste | Parti(s) | Nuance | Voix         | %            | Voix        | %           | CM     | CC     |
| ------------- | ------------- | -------- | ------ | ------------ | ------------ | ----------- | ----------- | ------ | ------ |

### Ifs
- Maire sortant : Michel Patard-Legendre (DVD)
- 33 sièges à pourvoir au conseil municipal (population légale 2022 : 11 868 habitants)
- 4 sièges à pourvoir au conseil communautaire (Caen la Mer)

| Tête de liste | Tête de liste | Parti(s) | Nuance | Premier tour | Premier tour | Second tour | Second tour | Sièges | Sièges |
| Tête de liste | Tête de liste | Parti(s) | Nuance | Voix         | %            | Voix        | %           | CM     | CC     |
| ------------- | ------------- | -------- | ------ | ------------ | ------------ | ----------- | ----------- | ------ | ------ |

### Isigny-sur-Mer
- Maire sortant : Éric Barbanchon (UDI)
- 29 sièges à pourvoir au conseil municipal (population légale 2022 : 3 549 habitants)
- 11 sièges à pourvoir au conseil communautaire (CC Isigny-Omaha Intercom)

| Tête de liste | Tête de liste | Parti(s) | Nuance | Premier tour | Premier tour | Second tour | Second tour | Sièges | Sièges |
| Tête de liste | Tête de liste | Parti(s) | Nuance | Voix         | %            | Voix        | %           | CM     | CC     |
| ------------- | ------------- | -------- | ------ | ------------ | ------------ | ----------- | ----------- | ------ | ------ |

### Lisieux
- Maire sortant : Sébastien Leclerc (LR)
- 33 sièges à pourvoir au conseil municipal (population légale 2022 : 19 540 habitants)
- 19 sièges à pourvoir au conseil communautaire (CA Lisieux Normandie)

| Tête de liste | Tête de liste | Parti(s) | Nuance | Premier tour | Premier tour | Second tour | Second tour | Sièges | Sièges |
| Tête de liste | Tête de liste | Parti(s) | Nuance | Voix         | %            | Voix        | %           | CM     | CC     |
| ------------- | ------------- | -------- | ------ | ------------ | ------------ | ----------- | ----------- | ------ | ------ |

### Livarot-Pays-d'Auge
- Maire sortant : Frédéric Legouverneur (SE)
- 33 sièges à pourvoir au conseil municipal (population légale 2022 : 6 183 habitants)
- 6 sièges à pourvoir au conseil communautaire (CA Lisieux Normandie)

| Tête de liste | Tête de liste | Parti(s) | Nuance | Premier tour | Premier tour | Second tour | Second tour | Sièges | Sièges |
| Tête de liste | Tête de liste | Parti(s) | Nuance | Voix         | %            | Voix        | %           | CM     | CC     |
| ------------- | ------------- | -------- | ------ | ------------ | ------------ | ----------- | ----------- | ------ | ------ |

### Luc-sur-Mer
- Maire sortant : Philippe Chanu (SE)
- 23 sièges à pourvoir au conseil municipal (population légale 2022 : 3 295 habitants)
- 4 siège à pourvoir au conseil communautaire (CC Cœur de Nacre)

| Tête de liste | Tête de liste | Parti(s) | Nuance | Premier tour | Premier tour | Second tour | Second tour | Sièges | Sièges |
| Tête de liste | Tête de liste | Parti(s) | Nuance | Voix         | %            | Voix        | %           | CM     | CC     |
| ------------- | ------------- | -------- | ------ | ------------ | ------------ | ----------- | ----------- | ------ | ------ |

### Mézidon Vallée d'Auge
- Maire sortant : François Aubey (PS)
- 33 sièges à pourvoir au conseil municipal (population légale 2022 : 9 678 habitants)
- 9 sièges à pourvoir au conseil communautaire (CA Lisieux Normandie)

| Tête de liste | Tête de liste | Parti(s) | Nuance | Premier tour | Premier tour | Second tour | Second tour | Sièges | Sièges |
| Tête de liste | Tête de liste | Parti(s) | Nuance | Voix         | %            | Voix        | %           | CM     | CC     |
| ------------- | ------------- | -------- | ------ | ------------ | ------------ | ----------- | ----------- | ------ | ------ |

### Le Molay-Littry
- Maire sortant : Guillaume Bertier (SE)
- 23 sièges à pourvoir au conseil municipal (population légale 2022 : 3 092 habitants)
- 8 sièges à pourvoir au conseil communautaire (CC Isigny-Omaha Intercom)

| Tête de liste | Tête de liste | Parti(s) | Nuance | Premier tour | Premier tour | Second tour | Second tour | Sièges | Sièges |
| Tête de liste | Tête de liste | Parti(s) | Nuance | Voix         | %            | Voix        | %           | CM     | CC     |
| ------------- | ------------- | -------- | ------ | ------------ | ------------ | ----------- | ----------- | ------ | ------ |

### Mondeville
- Maire sortante : Hélène Burgat (TdP)
- 33 sièges à pourvoir au conseil municipal (population légale 2022 : 10 286 habitants)
- 4 sièges à pourvoir au conseil communautaire (Caen la Mer)

| Tête de liste | Tête de liste | Parti(s) | Nuance | Premier tour | Premier tour | Second tour | Second tour | Sièges | Sièges |
| Tête de liste | Tête de liste | Parti(s) | Nuance | Voix         | %            | Voix        | %           | CM     | CC     |
| ------------- | ------------- | -------- | ------ | ------------ | ------------ | ----------- | ----------- | ------ | ------ |

### Les Monts d'Aunay
- Maire sortante : Christine Salmon (DVD)
- 33 sièges à pourvoir au conseil municipal (population légale 2022 : 4 664 habitants)
- 9 sièges à pourvoir au conseil communautaire (CC Pré-Bocage Intercom)

| Tête de liste            | Tête de liste     | Parti(s) | Nuance | Premier tour | Premier tour | Second tour | Second tour | Sièges | Sièges |
| Tête de liste            | Tête de liste     | Parti(s) | Nuance | Voix         | %            | Voix        | %           | CM     | CC     |
| ------------------------ | ----------------- | -------- | ------ | ------------ | ------------ | ----------- | ----------- | ------ | ------ |
|                          | Christine Salmon, | DVD      |        |              |              |             |             |        |        |
|                          |                   |          |        |              |              |             |             |        |        |
| Exprimés                 |                   |          |        |              |              |             |             |        |        |
| Votes blancs             |                   |          |        |              |              |             |             |        |        |
| Votes nuls               |                   |          |        |              |              |             |             |        |        |
| Total                    | Total             | Total    | Total  |              | 100          |             | 100         | 33     | 9      |
| Absentions               |                   |          |        |              |              |             |             |        |        |
| Inscrits / participation |                   |          |        |              |              |             |             |        |        |

### Moult-Chicheboville
- Maire sortante : Coralie Arruego (SE)
- 27 sièges à pourvoir au conseil municipal (population légale 2022 : 3 404 habitants)
- 6 sièges à pourvoir au conseil communautaire (CC Val ès dunes)

| Tête de liste | Tête de liste | Parti(s) | Nuance | Premier tour | Premier tour | Second tour | Second tour | Sièges | Sièges |
| Tête de liste | Tête de liste | Parti(s) | Nuance | Voix         | %            | Voix        | %           | CM     | CC     |
| ------------- | ------------- | -------- | ------ | ------------ | ------------ | ----------- | ----------- | ------ | ------ |

### Noues de Sienne
- Maire sortant : Georges Ravenel (SE)
- 41 sièges à pourvoir au conseil municipal (population légale 2022 : 4 236 habitants)
- 5 sièges à pourvoir au conseil communautaire (CC Intercom de la Vire au Noireau)

| Tête de liste | Tête de liste | Parti(s) | Nuance | Premier tour | Premier tour | Second tour | Second tour | Sièges | Sièges |
| Tête de liste | Tête de liste | Parti(s) | Nuance | Voix         | %            | Voix        | %           | CM     | CC     |
| ------------- | ------------- | -------- | ------ | ------------ | ------------ | ----------- | ----------- | ------ | ------ |

### Ouistreham
- Maire sortant : Romain Bail (HOR)
- 29 sièges à pourvoir au conseil municipal (population légale 2022 : 9 261 habitants)
- 3 sièges à pourvoir au conseil communautaire (Caen la Mer)

| Tête de liste | Tête de liste | Parti(s) | Nuance | Premier tour | Premier tour | Second tour | Second tour | Sièges | Sièges |
| Tête de liste | Tête de liste | Parti(s) | Nuance | Voix         | %            | Voix        | %           | CM     | CC     |
| ------------- | ------------- | -------- | ------ | ------------ | ------------ | ----------- | ----------- | ------ | ------ |

### Pont-l'Évêque
- Maire sortant : Yves Deshayes (DVC)
- 29 sièges à pourvoir au conseil municipal (population légale 2022 : 5 116 habitants)
- 13 sièges à pourvoir au conseil communautaire (CC Terre d'Auge)

| Tête de liste | Tête de liste | Parti(s) | Nuance | Premier tour | Premier tour | Second tour | Second tour | Sièges | Sièges |
| Tête de liste | Tête de liste | Parti(s) | Nuance | Voix         | %            | Voix        | %           | CM     | CC     |
| ------------- | ------------- | -------- | ------ | ------------ | ------------ | ----------- | ----------- | ------ | ------ |

### Saint-Martin-de-May
- Maire sortant : Jean-Luc Mottais (HOR)
- 29 sièges à pourvoir au conseil municipal (population légale 2022 : 4 528 habitants)
- 7 sièges à pourvoir au conseil communautaire (CC Vallées de l'Orne et de l'Odon)

| Tête de liste | Tête de liste | Parti(s) | Nuance | Premier tour | Premier tour | Second tour | Second tour | Sièges | Sièges |
| Tête de liste | Tête de liste | Parti(s) | Nuance | Voix         | %            | Voix        | %           | CM     | CC     |
| ------------- | ------------- | -------- | ------ | ------------ | ------------ | ----------- | ----------- | ------ | ------ |

### Saint-Pierre-en-Auge
- Maire sortant : Jacky Marie (DVD)
- 57 sièges à pourvoir au conseil municipal (population légale 2022 : 7 265 habitants)
- 7 sièges à pourvoir au conseil communautaire (CA Lisieux Normandie)

| Tête de liste | Tête de liste | Parti(s) | Nuance | Premier tour | Premier tour | Second tour | Second tour | Sièges | Sièges |
| Tête de liste | Tête de liste | Parti(s) | Nuance | Voix         | %            | Voix        | %           | CM     | CC     |
| ------------- | ------------- | -------- | ------ | ------------ | ------------ | ----------- | ----------- | ------ | ------ |

### Souleuvre en Bocage
- Maire sortant : Alain Declomesnil (DVD)
- 69 sièges à pourvoir au conseil municipal (population légale 2022 : 8 643 habitants)
- 11 sièges à pourvoir au conseil communautaire (CC Intercom de la Vile au Noireau)

| Tête de liste | Tête de liste | Parti(s) | Nuance | Premier tour | Premier tour | Second tour | Second tour | Sièges | Sièges |
| Tête de liste | Tête de liste | Parti(s) | Nuance | Voix         | %            | Voix        | %           | CM     | CC     |
| ------------- | ------------- | -------- | ------ | ------------ | ------------ | ----------- | ----------- | ------ | ------ |

### Thue et Mue
- Maire sortant : Michel Lafont (DVD)
- 33 sièges à pourvoir au conseil municipal (population légale 2022 : 6 189 habitants)
- 2 sièges à pourvoir au conseil communautaire (Caen la Mer)

| Tête de liste | Tête de liste | Parti(s) | Nuance | Premier tour | Premier tour | Second tour | Second tour | Sièges | Sièges |
| Tête de liste | Tête de liste | Parti(s) | Nuance | Voix         | %            | Voix        | %           | CM     | CC     |
| ------------- | ------------- | -------- | ------ | ------------ | ------------ | ----------- | ----------- | ------ | ------ |

### Thury-Harcourt-le-Hom
- Maire sortant : Philippe Lagalle (DVD)
- 29 sièges à pourvoir au conseil municipal (population légale 2022 : 3 593 habitants)
- 8 sièges à pourvoir au conseil communautaire (CC Cingal-Suisse Normande)

| Tête de liste | Tête de liste | Parti(s) | Nuance | Premier tour | Premier tour | Second tour | Second tour | Sièges | Sièges |
| Tête de liste | Tête de liste | Parti(s) | Nuance | Voix         | %            | Voix        | %           | CM     | CC     |
| ------------- | ------------- | -------- | ------ | ------------ | ------------ | ----------- | ----------- | ------ | ------ |

### Touques
- Maire sortant : David Muller (DVD)
- 27 sièges à pourvoir au conseil municipal (population légale 2022 : 3 593 habitants)
- 7 sièges à pourvoir au conseil communautaire (CC Cœur Côte Fleurie)

| Tête de liste            | Tête de liste | Parti(s) | Nuance | Premier tour | Premier tour | Second tour | Second tour | Sièges | Sièges |
| Tête de liste            | Tête de liste | Parti(s) | Nuance | Voix         | %            | Voix        | %           | CM     | CC     |
| ------------------------ | ------------- | -------- | ------ | ------------ | ------------ | ----------- | ----------- | ------ | ------ |
|                          | David Muller, | DVD      |        |              |              |             |             |        |        |
|                          |               |          |        |              |              |             |             |        |        |
| Exprimés                 |               |          |        |              |              |             |             |        |        |
| Votes blancs             |               |          |        |              |              |             |             |        |        |
| Votes nuls               |               |          |        |              |              |             |             |        |        |
| Total                    | Total         | Total    | Total  |              | 100          |             | 100         | 27     | 7      |
| Absentions               |               |          |        |              |              |             |             |        |        |
| Inscrits / participation |               |          |        |              |              |             |             |        |        |

### Troarn
- Maire sortant : Christian Le Bas (DVD)
- 23 sièges à pourvoir au conseil municipal (population légale 2022 : 3 442 habitants)
- 1 siège à pourvoir au conseil communautaire (Caen la Mer)

| Tête de liste | Tête de liste | Parti(s) | Nuance | Premier tour | Premier tour | Second tour | Second tour | Sièges | Sièges |
| Tête de liste | Tête de liste | Parti(s) | Nuance | Voix         | %            | Voix        | %           | CM     | CC     |
| ------------- | ------------- | -------- | ------ | ------------ | ------------ | ----------- | ----------- | ------ | ------ |

### Trouville-sur-Mer
- Maire sortante : Sylvie de Gaetano (SE)
- 27 sièges à pourvoir au conseil municipal (population légale 2022 : 4 624 habitants)
- 8 sièges à pourvoir au conseil communautaire (CC Cœur Côte Fleurie)

| Tête de liste            | Tête de liste      | Parti(s) | Nuance | Premier tour | Premier tour | Second tour | Second tour | Sièges | Sièges |
| Tête de liste            | Tête de liste      | Parti(s) | Nuance | Voix         | %            | Voix        | %           | CM     | CC     |
| ------------------------ | ------------------ | -------- | ------ | ------------ | ------------ | ----------- | ----------- | ------ | ------ |
|                          | Sylvie de Gaetano, | SE       |        |              |              |             |             |        |        |
|                          |                    |          |        |              |              |             |             |        |        |
| Exprimés                 |                    |          |        |              |              |             |             |        |        |
| Votes blancs             |                    |          |        |              |              |             |             |        |        |
| Votes nuls               |                    |          |        |              |              |             |             |        |        |
| Total                    | Total              | Total    | Total  |              | 100          |             | 100         | 27     | 8      |
| Absentions               |                    |          |        |              |              |             |             |        |        |
| Inscrits / participation |                    |          |        |              |              |             |             |        |        |

### Valdallière
- Maire sortant : Frédéric Brogniart (DVD)
- 57 sièges à pourvoir au conseil municipal (population légale 2022 : 5 692 habitants)
- 7 sièges à pourvoir au conseil communautaire (CC Intercom de la Vire au Noireau)

| Tête de liste | Tête de liste | Parti(s) | Nuance | Premier tour | Premier tour | Second tour | Second tour | Sièges | Sièges |
| Tête de liste | Tête de liste | Parti(s) | Nuance | Voix         | %            | Voix        | %           | CM     | CC     |
| ------------- | ------------- | -------- | ------ | ------------ | ------------ | ----------- | ----------- | ------ | ------ |

### Verson
- Maire sortante : Nathalie Donatin (ECO)
- 27 sièges à pourvoir au conseil municipal (population légale 2022 : 3 927 habitants)
- 1 siège à pourvoir au conseil communautaire (Caen la Mer)

| Tête de liste | Tête de liste | Parti(s) | Nuance | Premier tour | Premier tour | Second tour | Second tour | Sièges | Sièges |
| Tête de liste | Tête de liste | Parti(s) | Nuance | Voix         | %            | Voix        | %           | CM     | CC     |
| ------------- | ------------- | -------- | ------ | ------------ | ------------ | ----------- | ----------- | ------ | ------ |

### Villers-Bocage
- Maire sortante : Stéphanie Leberrurier (SE)
- 23 sièges à pourvoir au conseil municipal (population légale 2022 : 3 113 habitants)
- 5 sièges à pourvoir au conseil communautaire (CC Pré-Bocage Intercom)

| Tête de liste | Tête de liste | Parti(s) | Nuance | Premier tour | Premier tour | Second tour | Second tour | Sièges | Sièges |
| Tête de liste | Tête de liste | Parti(s) | Nuance | Voix         | %            | Voix        | %           | CM     | CC     |
| ------------- | ------------- | -------- | ------ | ------------ | ------------ | ----------- | ----------- | ------ | ------ |

### Vire Normandie
- Maire sortante : Nicole Desmottes (SE)
- 47 sièges à pourvoir au conseil municipal (population légale 2022 : 17 411 habitants)
- 18 sièges à pourvoir au conseil communautaire (CC Intercome de la Vire au Noireau)

| Tête de liste | Tête de liste | Parti(s) | Nuance | Premier tour | Premier tour | Second tour | Second tour | Sièges | Sièges |
| Tête de liste | Tête de liste | Parti(s) | Nuance | Voix         | %            | Voix        | %           | CM     | CC     |
| ------------- | ------------- | -------- | ------ | ------------ | ------------ | ----------- | ----------- | ------ | ------ |